# Jérémy Iglesias
Pour les articles homonymes, voir Iglesias.
Pas d'image ? Cliquez ici
Jérémy Iglesias est un pilote de karting français né le 20 février 1987 à Puyricard en France. Il est le premier et l'unique champion du monde français de la catégorie reine KZ (à boîte de vitesses).

## Biographie
Il est le fils de François Iglesias, et débute en karting à l'âge de 7 ans en 1994 en Espagne dans la catégorie mini-kart.
En 1996, il est vice-champion de Catalogne Cadets. L'année suivante, il prend la 3e place du championnat d'Espagne Cadets et en 1998, il est sacré Champion d'Espagne Cadets.
En 2000, il devient pilote officiel PCR Junior et il prend la 10e place du championnat d'Europe juniors, performance qu'il réédite en 2001. Cette même année 2001, il remporte la course Masters CIK des Speedy World Indoor de Bercy, en devançant Nico Hülkenberg et Sebastian Vettel. En 2002, en tant que pilote officiel PCR ICA, il devient Champion d'Espagne dans cette catégorie.
En 2003, il court en formule A (catégorie reine des karts sans boîte de vitesses) et devient pilote officiel chez Maranello kart. C'est avec cette équipe qu'il débute en kart à boîte de vitesse en prenant la 17e place de la Coupe du monde Super ICC. Cette année-là, après une journée d'essai fructueuse, il intègre l'équipe se sport automobile Campos pour un programme de Formule 3 en Espagne pour l'année 2004, qui tombera à l'eau faute de budget (car il n'a pas la nationalité espagnole). Il repart dans le kart chez Tony Kart l'année suivante, avant de rouler pour Kosmic en 2005. Cette année-là, il prend la 5e place des championnats du monde de formule A, juste derrière Jules Bianchi. En 2006, il remporte les 24 heures du Mans Karting et il est sacré Champion de France et Champion d'Europe d'endurance.
En 2007, il prend la 3e place aux championnats d'Europe KZ1 (catégorie reine des karts à boîte de vitesses) avec PCR. Il passe ensuite chez Intrepid avec qui il devient en 2009 vice-champion d'Europe et 2e de la coupe du monde KZ1 (qui remplace le championnat du monde KZ1 entre les années 2000 et 2012). L'année suivante en 2010, il réédite exactement ces deux performances : vice-champion d'Europe et 2e de la coupe du monde KZ1. En 2011 il obtient la 4e place des Championnats d'Europe KZ1. Il reste dans le top-10 de championnats du monde en 2011 et 2012, toujours chez Intrepid.
En 2013 et 2014, il court pour Lenzokart mais n'obtient pas de résultats notables. En 2015 et 2016, il court sur un châssis Sodi au sein du team CPB Sports. Les résultats reviennent avec des 4e et 7e places aux championnats du monde KZ et 3e et 4e places aux championnats d'Europe KZ, pour les années 2015 et 2016.
À partir de 2017, il devient pilote IPK (société d'origine tchèque, investie dans le karting depuis 2011) avec un châssis Formula K. Aux championnats du monde KZ de cette même année, il s'approche du titre mondial en prenant la tête de la finale, avant de subir un accrochage. L'année qui suit, il est vice-champion d'Europe KZ. Enfin, c'est le 4 octobre 2020 à Lonato qu'il décroche la couronne mondiale en KZ sur le circuit de South Garda,,,. Au cours de la finale, il effectue deux dépassements sur Marijn Kremers, le champion du monde KZ en titre et champion d'Europe KZ 2020. Après 26 années de carrière, Jérémy Iglésias devient le premier pilote de karting français champion du monde de la catégorie KZ, catégorie dans laquelle les meilleurs pilotes de karting du monde s'affrontent.

## Palmarès

### Championnats du monde KZ / Coupe du monde KZ1
| Année                    | Lieu         | Classement | Châssis   | Moteur | Team       |
| ------------------------ | ------------ | ---------- | --------- | ------ | ---------- |
| Coupe du Monde Super ICC |              |            |           |        |            |
| 2003                     | Carole       | 17e        | Maranello | TM     | Maranello  |
| Coupe du Monde KZ1       |              |            |           |        |            |
| 2009                     | Sarno        | 2e         | Intrepid  | TM     | Intrepid   |
| 2010                     | Braga        | 2e         | Intrepid  | TM     | Intrepid   |
| 2011                     | Genk         | 9e         | Intrepid  | TM     | Intrepid   |
| 2012                     | Sarno        | 10e        | Intrepid  | TM     | Intrepid   |
| Championnats du Monde KZ |              |            |           |        |            |
| 2013                     | Varennes     | 15e        | Lenzokart | LKE    | Lenzokart  |
| 2014                     | Sarno        | 32e        | Lenzokart | TM     | Lenzokart  |
| 2015                     | Le Mans      | 4e         | Sodi      | TM     | CPB Sports |
| 2016                     | Kristianstad | 7e         | Sodi      | TM     | CPB Sports |
| 2017                     | Wackersdorf  | 31e        | Formula K | TM     | IPK        |
| 2018                     | Genk         | 19e        | Formula K | Vortex | IPK        |
| 2019                     | Lonato       | 14e        | Formula K | Iame   | IPK        |
| 2020                     | Lonato       | 1er        | Formula K | TM     | IPK        |
| 2021                     | Kristianstad | 17e        | CRG       | TM     | CRG        |
| 2022                     | Le Mans      | 3e         | CRG       | TM     | CRG        |
| 2023                     | Wackersdorf  | 31e        | CRG       | TM     | CRG        |
| 2024                     | Portimao     | 25e        | CRG       | TM     | CRG        |

### Championnats d'Europe KZ/KZ1
| Année | Lieu                                 | Classement | Châssis   | Moteur | Team       |
| ----- | ------------------------------------ | ---------- | --------- | ------ | ---------- |
| 2009  | Wackersdorf                          | 2e         | Intrepid  | TM     | Intrepid   |
| 2010  | Sarno / Varennes                     | 2e         | Intrepid  | TM     | Intrepid   |
| 2011  | Wackersdorf                          | 4e         | Intrepid  | TM     | Intrepid   |
| 2012  | Wackersdorf                          | 10e        | Intrepid  | TM     | Intrepid   |
| 2013  | Wackersdorf / Genk                   | 32e        | Lenzokart | LKE    | Lenzokart  |
| 2014  | Genk / Wackersdorf / Kristianstad    | 33e        | Lenzokart | TM     | Lenzokart  |
| 2015  | Sarno / Zuera / Genk                 | 4e         | Sodi      | TM     | CPB Sports |
| 2016  | Essay / Zuera / Genk                 | 3e         | Sodi      | TM     | CPB Sports |
| 2017  | Sarno / Genk / Alonso / Kristianstad | 10e        | Formula K | TM     | IPK        |
| 2018  | Salbris / Lonato                     | 2e         | Formula K | Vortex | IPK        |
| 2019  | Wackersdorf / Sarno                  | 12e        | Formula K | Iame   | IPK        |
| 2020  | Genk                                 | 15e        | Formula K | TM     | IPK        |
| 2021  | Wackersdorf / Adria                  | 6e         | CRG       | TM     | CRG        |
| 2022  | Genk / Crémone                       | 10e        | CRG       | TM     | CRG        |
| 2023  | Zuera / Sarno                        | 2e         | CRG       | TM     | CRG        |
| 2024  | Aragon / Val Vibrata                 | 12e        | CRG       | TM     | CRG        |

## Famille
Il est le frère de Yannick Iglesias (propriétaire du circuit Jean Vial à Brignoles) et l'oncle de Louis Iglesias (pilotes de karting).